# Đầu lép
Đầu lép (còn gọi với tên khác là đầu bẹt, đầu dẹt, đầu méo) tên khoa học là Positional plagiocephaly là hiện tượng hay hội chứng xay ra mà đầu của con người có hình dáng thon và dẹt hay méo mó so với hình dạng đầu bình thường, được đặc trưng bởi một chỗ bằng phẳng ở phía sau hoặc bên cạnh đầu. Hội chứng này thường xảy ra nhiều ở giai đoạn khi người còn là trẻ sơ sinh.
Ở Việt Nam hay gọi bằng từ dân gian là đầu cá trê hay đầu cá chốt. Hiện tượng đầu lép dù không ảnh hưởng đến việc phát triển của não bộ nhưng nó cũng có ảnh hưởng nhất định về mặt thẩm mỹ hay khó chịu như trường hợp của Robert Pattinson diễn viên chính trong bộ phim "Chạng vạng".

## Nguyên nhân
Nguyên nhân chủ yếu của hiện tượng đầu lép bắt nguồn từ việc chăm sóc trẻ sơ sinh, theo đó:
Nguyên nhân do việc chăm sóc các bé sơ sinh đặc biệt là việc đặt các bé nằm không đúng tư thế, Không cho bé xoay đầu đều cả hai bên. Bé có thể bị bẹt ở phía sau đầu hoặc một bên đầu. Tình trạng này xuất hiện thường do bé nằm lâu trong một tư thế, gây áp lực lên vùng xương sọ (còn khá mềm). Theo thống kê, những năm gần đây, hội chứng đầu bẹt ở bé có xu hướng gia tăng. Một phần là do bé luôn nằm ngửa khi ngủ trong khoảng thời gian đầu đời; phần khác là do bé được đặt trong những chiếc xe đẩy chuyên dụng (cũng với tư thế giống như khi bé nằm) nên gây áp lực lên vùng xương sọ phía sau đầu.
Nguyên nhân do chế độ dinh dưỡng cho bé không hợp lý đẫn đến việc thiếu can - xi đễn đến còi xương có thể làm cho bé dễ bị dẹp đầu. Các dấu hiệu sớm của bệnh còi xương được biểu hiện ở hệ thần kinh như: bé quấy khóc, ngủ không yên giấc, hay giật mình, ra mồ hôi trộm, rụng tóc phía sau gáy sau đó mới dần dần xuất hiện các triệu chứng ở xương. Cụ thể là ở bé nhũ nhi: Xương sọ mềm, đầu dễ bị méo mó, đầu bẹt phía sau (hoặc một bên) do tư thế nằm. Thóp rộng, chậm liền. Răng mọc chậm.
Ngoài ra có thể đầu lép do chấn thương.

1. Thể nặng: Đầy lép hẳn về một bên, kèm theo khuôn mặt biến dạng lệch

2. Thể nhẹ hơn: Đầu vẹt một bên, thường là bên phải

3 Thể vừa: Đầu lép đều, khó nhận thấy

## Quan niệm

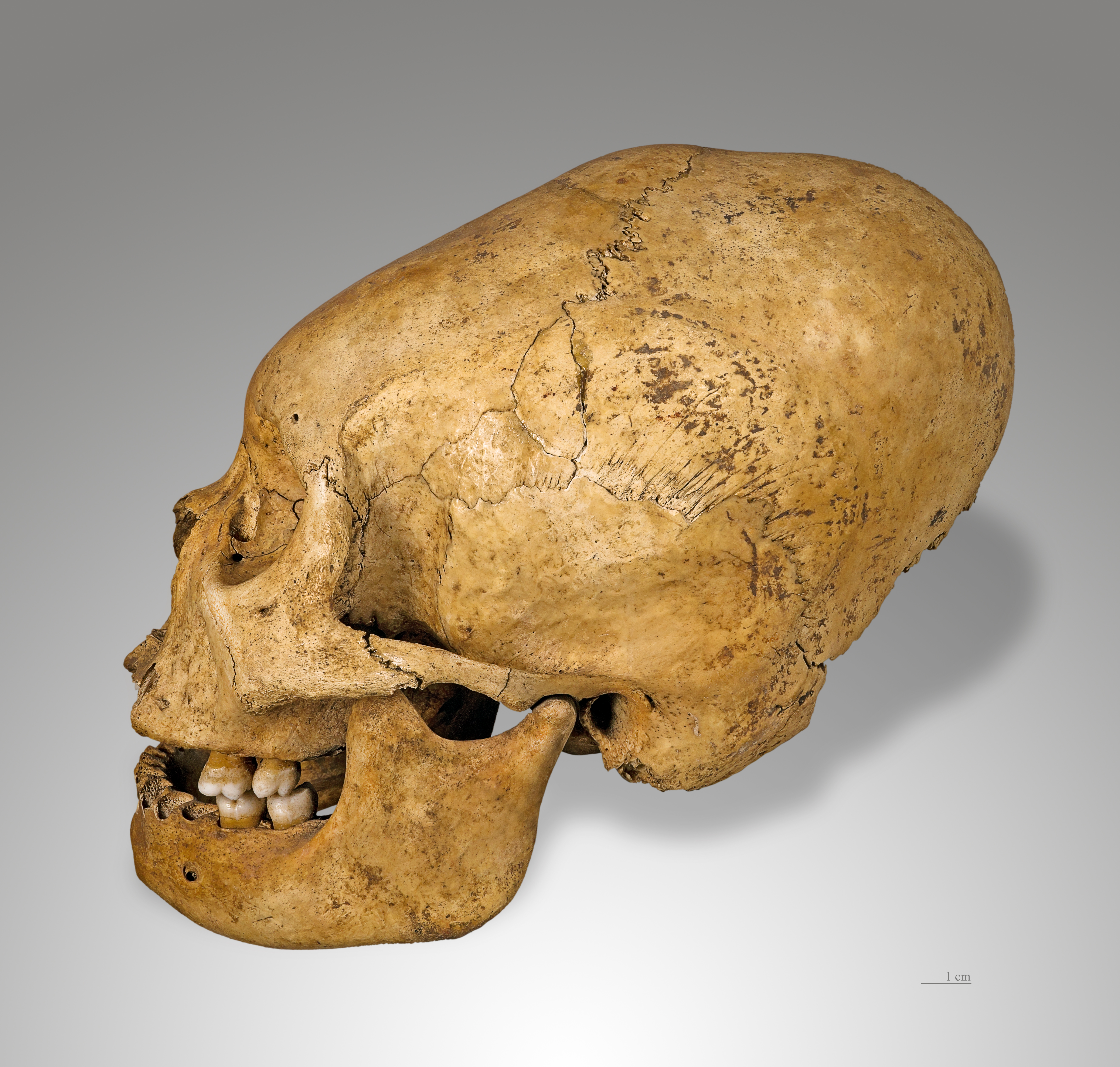
Hình một hộp sọ bị lép của người Inca xưa

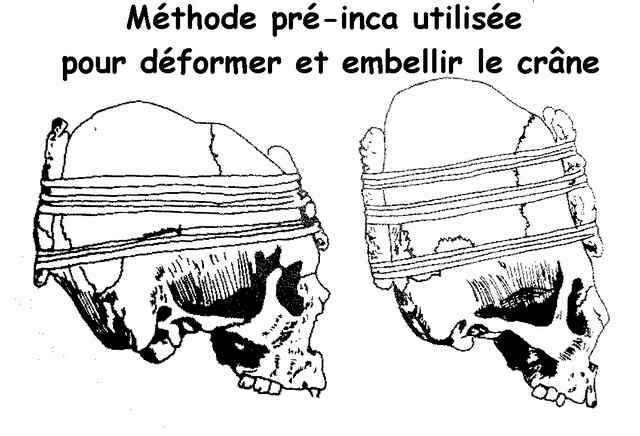
Người Inca cổ có tục ép sọ lại cho lép

Đối với người có hình dáng bẹt, theo thuật tướng số thì đầu lép là tổn (xung khắc) phụ mẫu, lép bên phải là có hại cho mẹ, lép bên trái có hại cho cha.
Ngoài ra thì ở một số nơi, trẻ đầu lép còn bị kì thị phân biệt và đánh giá không cao bằng những trẻ đầu tròn. Có một trường mẫu giáo ở Trung Quốc có tên là Li Junjie ở thành phố Trịnh Châu có quy định chỉ tuyển học sinh đầu tròn, các học sinh phải thoả mãn yêu cầu nghiêm ngặt do trường đặt ra: đầu hình tròn. Hiệu trưởng trường này cho biết "Những em bé đầu tròn có tố chất để trở thành người xuất chúng, trong khi những em đầu vuông hoặc đầu bẹt dù có cố gắng cả đời cũng khó làm nên nghiệp lớn".

## Lời khuyên
Về chế độ chăm sóc, dinh dưỡng, cần có chế độ chăm sóc và dinh dưỡng tốt cho bé, bổ sung đầy đủ calci cho bé khi đang sơ sinh. Ngoài ra, trong khi cho bé nằm ngủ cần chủ ý chỗ kê đầu phải có độ mềm và ngoài ra phải thay đổi tư thế thường xuyên cho bé, kết hợp cho nằm sấp, nằm ngửa.
Về mặt thẩm mỹ, đối với việc chọn kiểu tóc phù hợp cho người có đầu méo thì đầu chỗ nào móp méo thì phủ tóc che lại, nên để tóc phía sau dài một chút, dày một chút khiến nó tròn lại, hay khi cắt tóc cần tạo độ "bông" nhất định.